# Dedinje-Tunnel
| \| Alte Brücke \| Alte Brücke \| \| \| \| nach Pančevo \| nach Pančevo \| \| Neue Brücke \| Neue Brücke \| \| \| \| Beograd Centar \| Beograd Centar \| \| \| \| \| \| \| \| \| \| Senjak \| Senjak \| 2,6 \| \| \| \| \| \| Topčider \| Topčider \| 5,1 \| \| \| Dedinje-Tunnel (3.111 m) \| Dedinje-Tunnel (3.111 m) \| \| Abzw G \| Abzw G \| 6,8 \| \| \| \| \| \| \| \| \| \| 8,656 \| Rakovica \| Rakovica \| |             |     |  |       |                          |                          |
| Alte Brücke | Alte Brücke |     |  |       | nach Pančevo             | nach Pančevo             |
| Neue Brücke | Neue Brücke |     |  |       | Beograd Centar           | Beograd Centar           |
| |             |     |  |       |                          |                          |
| Senjak | Senjak      | 2,6 |  |       |                          |                          |
| Topčider | Topčider    | 5,1 |  |       | Dedinje-Tunnel (3.111 m) | Dedinje-Tunnel (3.111 m) |
| Abzw G | Abzw G      | 6,8 |  |       |                          |                          |
| |             |     |  | 8,656 | Rakovica                 | Rakovica                 |

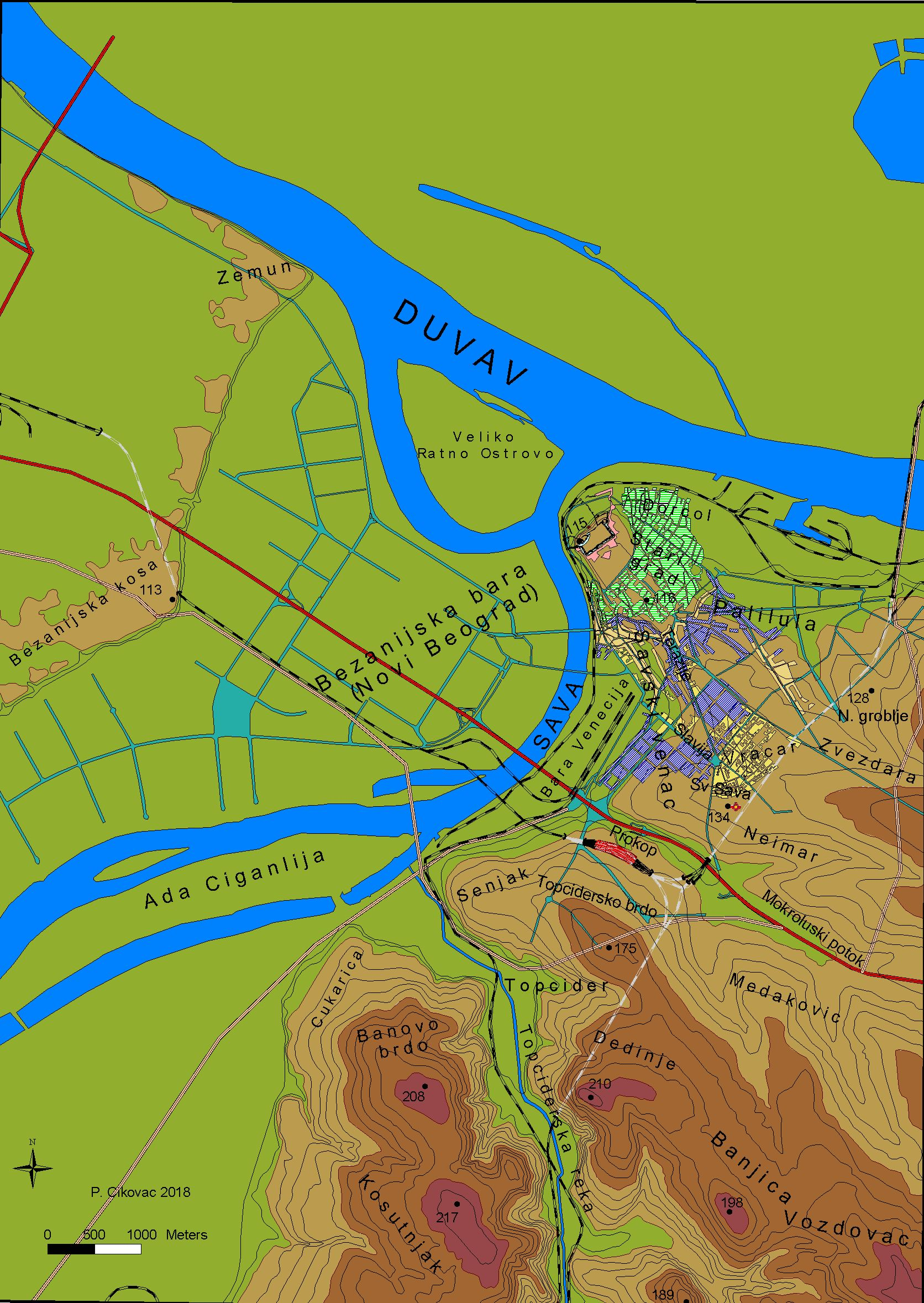
Lage

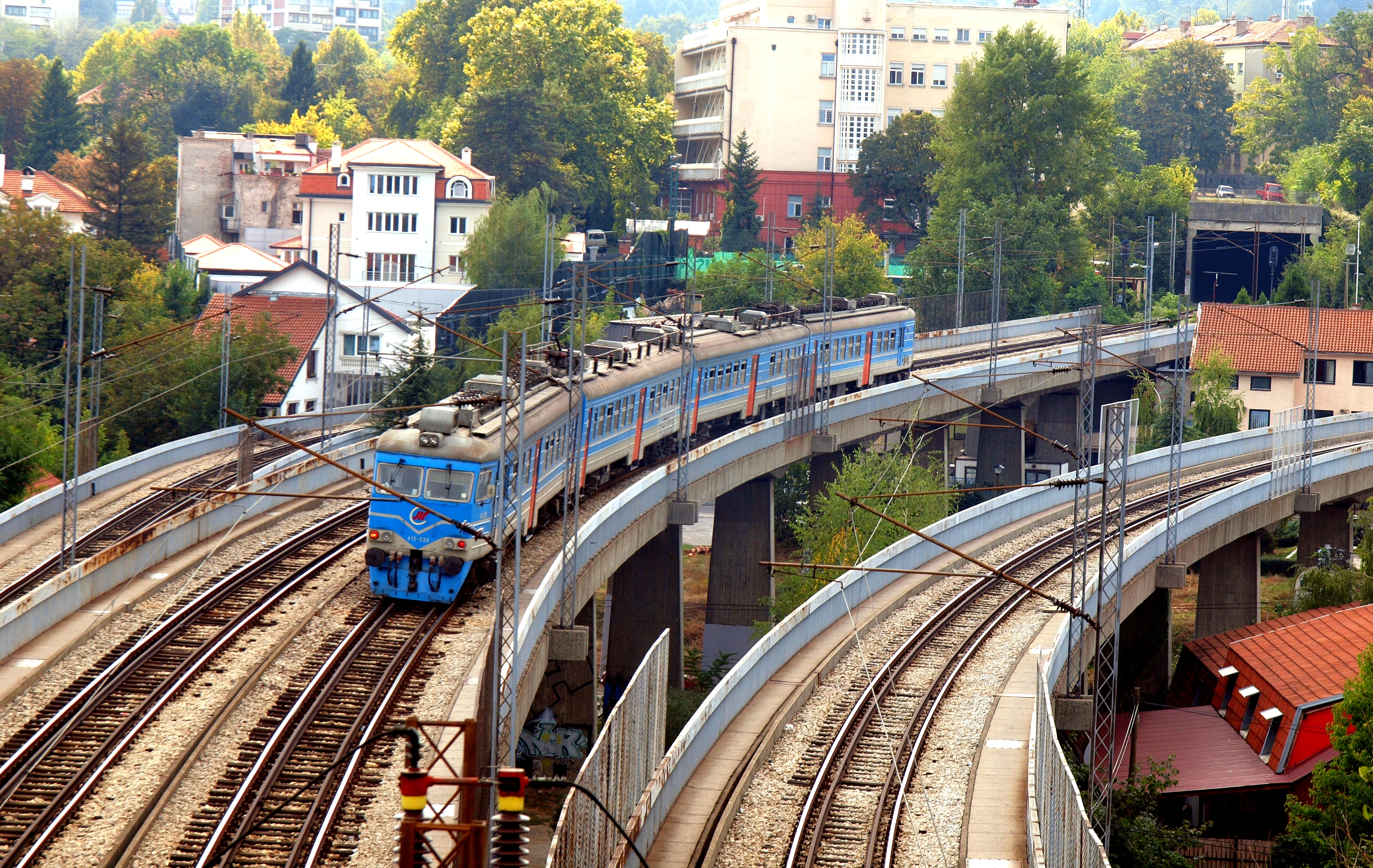
Nord-Portal des Dedinje-Tunnel mit der sogenannten Triangel

Der Dedinje-Tunnel ist ein Eisenbahntunnel, der einen zentralen Teil der Durchmesserlinie im neuen Belgrader Eisenbahnknoten bildet. Der Tunnel liegt an der Relation Bahnhof Beograd Centar–Rakovica und besteht aus zwei jeweils eingleisige Röhren von ca. 3,1 km Länge. Er führt durch die Bergrücken des Topčidersko brdo und Dedinje und unterquert den Residenzialkomplex Dedinje, sowie die Kaserne Topčider, sowie die königlichen Schlösser auf dem Dedinje.

## Geologie
Der Tunnel führt durch mesozoische Sedimente der Šumadija-Region. An den Portalen liegen flach einfallende Schichten neogener Flysche und Mergel. Die zentrale Zone ist durch Riffkalke, geschichtete Sandsteine, Mergel und Kalksteine geprägt. Bautechnisch schwierig waren die Arbeiten am Nordportal unter der Humska ul. und dem Partizan-Stadion sowie unterhalb des Weißen Schlosses auf dem Dedinje.
Das Nordportal liegt in Tonmergeln mit einer frühquartären Lössüberdeckung. Unterhalb der Lössdecke liegt eine Zone völlig ausgelaugter Tonmergel des Pannonium. Unterhalb ist nach einer Übergangszone ausgelaugter Tonmergel die Zone unausgelaugter Tonmergel in der ein Großteil der Röhren bergmännisch gegraben wurde.

## Bau
Die Baugenehmigung wurde am 5. Dezember 1975 erteilt. Anders als der im Schildvortrieb errichtete Vračar-Tunnel ist der Dedinje-Tunnel bergmännische gebaut. 1979 wurde die Neue Belgrader Eisenbahnbrücke fertiggestellt, 1984 verband sie den damaligen Terminus Beograd Centar linksseitig mit dem Stadtteil Novi Beograd. 1988 wurde der Dedinje Tunnel als erster der Durchmesserlinien dem Verkehr übergeben. Ein eingleisiger Verkehr der Stadtbahn Beovoz verband bis 1992 Batajnica mit Resnik über Beograd Centar und Rakovica. Seit 1992 konnte auch der Durchgangsverkehr von Resnik nach Pančevo durch Dednije- und Vračar-Tunnel erfolgen.
Die rechte Röhre ist 3080 m, die linke 3111 m lang. Das Südportal schließt an der Abzweigung „G“ an die Garage des Plavi voz an die alte Streckenführung zum Bahnhof Beograd über Topčider an.

## Schutzbunker
Die rechte Röhre des Dedinje-Tunnel hat zwei Schutzräume (STD) – einer ist für die Bevölkerung der Stadt, der andere für die Unterbringung von Wertgütern vorgesehen.

## Betrieb
Der Dedinje-Tunnel ist zentraler Bestandteil der Eisenbahnschieneninfrastruktur im Raum Belgrad. Er stellt die wichtigste Verbindung auf den Relationen von Belgrad nach Istanbul und Thessaloniki sowie Bar. Durch die Schließung und Rückbau der Schienen auf dem Gelände des ehemaligen Bahnhof Belgrad verlagert sich seit 2018 aller Durchgangsverkehr von der ehemaligen Strecke durch das gesamte Tal der Topčiderska reka auf den Streckenteil der vor Topčider in der Abzweigung „G“ (Rasputnica „G“) im Südportal des Dedinje-Tunnel nach Beograd Centar, respektive über den Vračar-Tunnel nach Pančevacki most führt.

## Belege
1. ↑  Snežana A. Maraš-Dragojević: Sleganje površine terena usled izgradnje tunela. Univerzitet u Beogradu Građevinski fakultet, 2012 (serbisch, gov.rs [PDF; abgerufen am 24. September 2022]).
2. 1 2  Vladimir Stošić: Objekti Železničkog Čvora Beograd, čiju je izgradnju vodilo preduzeće za uzgradnju železničkog čvora Beograd u periodu od 1974. do 2014. godine. In: Beogradski železnički čvor – Almanah objekata. Beogradčvor, Beograd Juni 2014 (serbisch, beogradcvor.rs [PDF; abgerufen am 24. September 2022]).
3. ↑  Dejan Aleksić: Novi Beogradski čvor nije samo „Prokop”. In: Politika. 7. Juli 2018, abgerufen am 24. September 2022 (serbisch).
4. ↑  Istorijat beogradskog železničkog čvora. JKP Beogradski metro i voz, abgerufen am 24. September 2022 (serbisch).